# Eggo Mania
Eggo Mania est un jeu vidéo de puzzle développé par HotGen et édité par Kemco, sorti en 2002 sur GameCube, PlayStation 2, Xbox et Game Boy Advance.

## Accueil
- IGN : 6,3/10 (PS2)[1] - 5,3/10 (GC/XB)[2],[3] - 7/10 (GBA)[4]
- Jeux vidéo Magazine : 13/20 (GBA)[5]